# روز وبرنارد نادلر
روز نادلر وبرنارد نادلر (بالإنجليزية: Rose and Bernard Nadler)‏ هما شخصيتان خياليتان متكررة في المسلسل التلفزيوني لوست ويقوم بلعب دورهما الممثلان لافرين سكوت كالدويل وسام أندرسون على التوالي. روز وبرنارد قاما زيارة معالج بالإيمان أثناء قضائهما لشهر العسل في أستراليا على أمل أن يتمكن من شفاء روز من مرض السرطان  وقد كانا التقيا في ليلة مثلجة كانت فيها سيارة روز عالقة بين الثلوج. عندما كان برنارد في المرحاض خلال رحلة العودة في الطائرة  انقسمت الطائرة إلى شطرين مع تحطمها وسقط الشطران على أجزاء مختلفة من جزيرة في جنوب المحيط الهادئ. إلتم شمل الزوجين في منتصف الموسم الثاني وتكتشف روز أن الجزيرة قامت بشفائها من مرضها. بعد مرحلة السفر عبرالزمن في الموسم الخامس ينفصلان عن بقية الناجين ويقومان ببناء كوخ بالقرب من المحيط للعيش فيه.